# لوئیس دان
لوئیس دان (انگلیسی: Louis Dunne؛ زادهٔ ۱۴ سپتامبر ۱۹۹۸) بازیکن فوتبال اهل بریتانیا است.
از باشگاه‌هایی که در آن بازی کرده‌است می‌توان به باشگاه فوتبال کولچستر یونایتد اشاره کرد.
وی همچنین در تیم‌های ملی فوتبال جمهوری ایرلند، Republic of Ireland national under-17 football team، و جمهوری ایرلند بازی کرده‌است.